# هنود جنوب إفريقيا

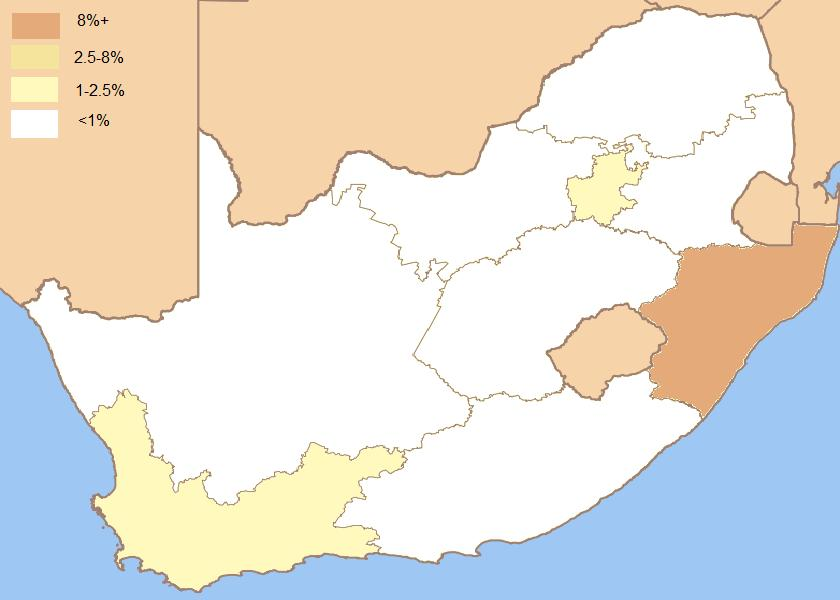
توزيع السكان بعد الفصل العنصري للسكان من أصل هندي في مقاطعات جنوب إفريقيا.

هنود جنوب أفريقيا وهم مجموعة من ذوي الأصول الهندية الذين يعيشون في جنوب أفريقيا، ويبلغ عددهم حوالي 1,300,000 نسمة ويشكلون نسبة 2.7% من سكان جنوب أفريقيا وأغلبيتهم يعيشون في ضواحي مدينة ديربان وهي تعتبر أكبر مدينة يقيم بها الهنود خارج الهند، يعود تواجد الهنود في جنوب أفريقيا إلى أواخر القرن التاسع عشر عندما هاجر مجاميع كبيرة من الهنود للعمل في أفريقيا الجنوبية وذلك أيام الانتداب البريطاني على جنوب أفريقيا و الهند وكان من أشهر الهنود الذين رحلوا إلى جنوب أفريقيا هو المهاتما غاندي الذي أسس هناك حزب المؤتمر الهندي ليدافع عن حقوق الهنود هناك بعد أن قررت سلطات الانتداب البريطاني هناك إستبعاد الهنود من الساحة السياسية هناك، رافق الهنود في هجرتهم إلى جنوب أفريقيا مجاميع عرقية أخرى من جنوب آسيا منهم الإيرانيين والماليزيون والصينيون.
ويتكلم الهنود هناك عدة لغات منها لغة تاملية واللغة الهندية ولغة تيلوغوية ولغة غوجاراتية ولغة أوغاريتية لغة مراثية وينقسمون إلى ديانات هندوس والإسلام والمسيحية الكاثوليكية والبروتستانتية وزرادشتية وسيخية.